# Sstream
sstream — заголовочный файл с классами, функциями и переменными для организации работы со строками, через интерфейс потоков, в языке программирования C++. Он включён в стандартную библиотеку C++. Название образовано от сокращения имени строчного типа данных (англ. string) и англ. stream (поток). В языке C++ и его предшественнике, языке программирования Си, нет встроенной поддержки потоковой работы со строчным типом данных. sstream использует единственный объект sstream для организации работы со строками. Являясь частью стандартной библиотеки C++, эти объекты также являются частью стандартного пространства имён — std.

## Пример
Простейшая программа «Hello, world!» (с использованием библиотеки iostream) может быть записана так:
```
#include
 
<iostream>

#include
 
<sstream>

int
 
main
()

{

  
std
::
ostringstream
 
s
;

  
s
 
<<
 
"Hello, World!"

    
<<
 
std
::
endl
;

  
std
::
cout
 
<<
 
s
.
str
();
	
// в Си: printf("Hello, World!\n");

  
return
 
0
;

}

```